# Tulle Hazelrigg
Tulle Inger Hazelrigg est une biologiste américaine qui est professeure de biologie cellulaire à l'université Columbia. Ses recherches portent sur la propagation et la différenciation des cellules germinales. Hazelrigg a été la première à attacher la protéine fluorescente verte à d'autres protéines, ce qui a changé la façon dont la recherche biologique pouvait être menée[Comment ?].

## Enfance et formation
Hazelrigg est née à Evansville et a grandi à Bloomington, dans l'Indiana. Elle est la fille de Hugh C. et Jane Yde Andersen Hazelrigg. Son père était le rédacteur scientifique en chef du bureau de presse de l'Université d'Indiana. Elle s'est intéressée à la science quand elle était enfant et a élevé des mouches des fruits dans le sous-sol de sa maison. Elle a été encouragée par son père à mener à bien ses projets d'expo-sciences dans le laboratoire de Hermann Joseph Muller, lauréat du prix Nobel et généticien à l'université de l'Indiana à Bloomington. Elle s'est inscrite dans une académie honorifique des sciences, mais a été expulsée en raison de son implication dans des manifestations contre la guerre du Vietnam. Elle était étudiante de premier cycle à l'Oberlin College, où elle s'est spécialisée en philosophie. Hazelrigg ne savait pas quoi faire après l'université et a travaillé comme enseignante suppléante. Elle a déménagé en Europe où elle a suivi des cours d'art. Elle est finalement retournée aux États-Unis et a obtenu son doctorat à l'Université d'Indiana à Bloomington, où elle a travaillé sous la supervision de Thomas Kaufman (en), avec une thèse intitulée « Cytogenetic properties and developmental functions of selected portions of the drosophila genome » en 1982. Elle a élucidé la structure fine du complexe Antennapedia. Elle a été chercheuse postdoctorale à la Carnegie Institution for Science et à l'université de Californie à Berkeley .

## Recherche et carrière
En 1996, Hazelrigg a déménagé à l'université de l'Utah où elle a été nommée au Howard Hughes Medical Institute. Hazelrigg a été la première à attacher la protéine fluorescente verte à une autre protéine, lui permettant de suivre le mouvement d'une protéine à travers des cellules vivantes à l'aide de l'étiquette fluorescente verte. Elle a montré que la protéine de fusion de protéine fluorescente verte résultante se comportait de la même manière que la protéine non marquée. Les protéines de fusion de protéines fluorescentes vertes permettent l'étude et la localisation de protéines dans des cellules vivantes. Elle a rejoint la faculté de l'Université Columbia en 1992. 
Hazelrigg étudie la propagation et la différenciation des cellules germinales à l'aide de l'organisme modèle Drosophila. Les cellules germinales subissent un processus de différenciation complexe et deviennent des gamètes mâles et femelles. Hazelrigg a étudié comment les gènes sont régulés dans les cellules souches des germes et comment cette régulation est affectée par la différenciation. Elle a découvert l'histone-lysine méthyltransférase dSETDB1, qui est située dans l'hétérochromatine péricentrique et catalyse la méthylation de l'histone H3 au niveau de son résidu K9 (H3K9). En l'absence de ce gène, les cellules souches germinales ne sont pas maintenues chez la drosophile adulte à la fois dans les ovaires et les testicules. Elle étudie les cibles génétiques de dSETDB1 et les mécanismes par lesquels dSETDB1 identifie les cibles dans le génome. 
En septembre 2019, Hazelrigg et son mari, Chalfie, ont reçu des diplômes honorifiques du Connecticut College (en).

## Publications (sélection)
- (en) Shengxian Wang et Tulle Hazelrigg, « Implications for bcd mRNA localization from spatial distribution of exu protein in Drosophila oogenesis », Nature, NPG et Springer Science+Business Media, vol. 369, no 6479,‎ 1er juin 1994, p. 400-403 (ISSN 1476-4687 et 0028-0836, OCLC 01586310, PMID 7910952, DOI 10.1038/369400A0).
- (en) Matthew P. Scott, Amy J. Weiner, Tulle I. Hazelrigg, Barry A. Polisky, Vincenzo Pirrotta, Franco Scalenghe et Thomas C. Kaufman, « The molecular organization of the Antennapedia locus of Drosophila », Cell, Cell Press et Elsevier, vol. 35, no 3 Pt 2,‎ 1er décembre 1983, p. 763-776 (ISSN 0092-8674 et 1097-4172, OCLC 1792038, PMID 6418389, DOI 10.1016/0092-8674(83)90109-5).
- (en) Tulle Hazelrigg, Robert Levis et Gerald M. Rubin, « Transformation of white locus DNA in drosophila: dosage compensation, zeste interaction, and position effects », Cell, Cell Press et Elsevier, vol. 36, no 2,‎ 1er février 1984, p. 469-481 (ISSN 0092-8674 et 1097-4172, OCLC 1792038, PMID 6319027, DOI 10.1016/0092-8674(84)90240-X).

## Vie privée
En 1989, Hazelrigg a épousé Martin Chalfie.  Chalfie a reçu le prix Nobel de chimie 2008 pour la découverte et le développement de la protéine fluorescente verte. 